# کرملین الکساندروف
محل سکونت تزار در روستای الکساندروفسکایا (به انگلیسی: The tsar’s residence in the Alexandrovskaya village) (همچنین به عنوان کرملین الکساندروفسکی شناخته می‌شود) یک قلعۀ قدیمی روسی است که از سال ۱۵۶۴ تا ۱۵۸۱ به عنوان پایتخت واقعی اپریچینینا در ایالت مسکو بوده است. این شهر در قلمرو فعلی شهر الکساندروف در استان ولادیمیر واقع شده است.
قدمت روستای الکساندروفسکایا به اواسط قرن چهاردهم بازمی‌گردد. دوک بزرگ واسیلی سوم یک قصر روستایی در آنجا ساخته بود و خانواده خود و کل دربار را به آن می‌آورد. کاخ از بین رفت.